# Liburnie

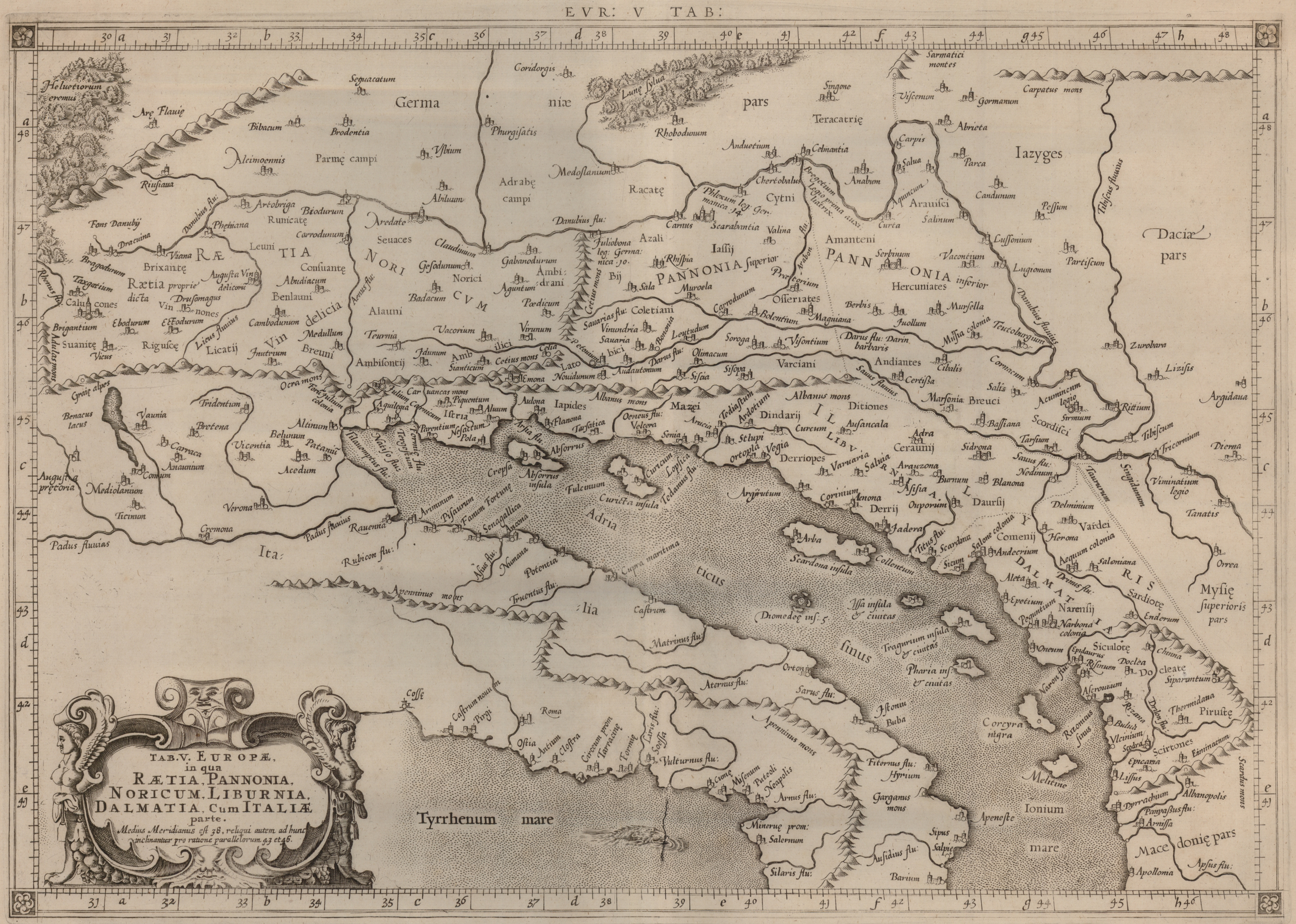
Carte de 1578 mentionnant la Liburnie

La Liburnie (Liburnia, du latin labrum, « lèvre, bord, littoral ») est une ancienne région du sud de la péninsule d'Istrie, le long de la côte Adriatique, donc dans l'actuelle Croatie, en Europe. Les Liburniens qui l'habitaient ont plus ou moins étendu leurs frontières entre le Ier siècle av. J.-C. et le XIe siècle en fonction de leur domination.

## Histoire

### Liburnie antique
Dans l'Antiquité, la rivière Titius (aujourd'hui Krka) était la frontière sud-est de la Liburnie, la séparant du sud des territoires dalmates. La rivière Catarbates mentionnée dans le périple du Pseudo-Scylax (qui remonterait au IVe siècle av. J.-C.) pourrait aussi désigner la Titius.
La frontière terrestre de la Liburnie avec la région des Iapodes était le Mons Baebius (aujourd'hui appelé le massif du Velebit). La Liburnie classique incluait aussi les îles adjacentes de l'Adriatique du Nord : Krk (ancienne Curycta), Rab (Arba), Cres (Crepsa), Lošinj (Apsorus), Pag (Gissa), Dugi (Celadussa), Sestrunj (Sissa), Škarda (Scardagissa) et d'autres îles mineures.

### Liburnie romaine
Lorsque les Romains conquirent la région, les limites de la Liburnie se stabilisèrent. Elle fut incluse dans la province de Dalmatie. Sa ville principale était Scardona (aujourd'hui Skradin) sur l'estuaire de la rivière Titius. Lucius Artorius Castus fut procurator centenarius de la région vers la fin du IIe siècle - début du IIIe siècle en récompense de ses services dans l'armée romaine.

### Liburnie médiévale
En 634, l'empereur romain d'Orient Heraclius invita les Chrovates (ou Chrobati : les ancêtres des Croates qui vivaient sur les versants nord des Carpates (dans ce qui est ultérieurement devenu la Galicie), à s'installer dans la province en tant que vassaux de l'empire. Les premiers souverains croates possédaient le titre officiel dux Croatiae et Liburniae. En mer, les « liburnes » étaient des embarcations légères à voiles et rames utilisées pour la pêche et comme éclaireurs de la marine byzantine.

### Disparition du nom
Le nom de Liburnie fut utilisé par intermittence à l'époque médiévale, mais manqua de disparaître ensuite, remplacé par le nom italien plus récent de Quarnero et son synonyme croate Kvarner, désignant les îles du Nord de l'Adriatique et la côte adjacente entre l'Istrie et la Dalmatie. L'usage du nom de Liburnie ne perdura que dans la littérature et comme nom d'hôtels et de bateaux dans l'Adriatique.